# Denjiro Kotoku
Shūsui Kōtoku (幸徳 秋水, Kōtoku Shūsui, 22 de setembre de 1871 – 24 de gener de 1911) socialista que va ocupar un paper decisiu en la introducció de l'anarquisme al Japó a principis del segle xx, especialment per la traducció al japonès de les obres de contemporanis europeus, com Piotp Kropotkin. Va ser un periodista radical i és sovint considerat com un màrtir anarquista, en ser executat acusat de traïció pel govern japonès. Va escriure articles al diari socialista femení Sekai fujin (Dones del món).

## Biografia

### Anys socialistes i empresonament
Kotoku és traslladat del seu lloc de naixement, la ciutat de Nakamura en la prefectura de Kochi, a Tòquio a mitjans de la seva adolescència on es va convertir en periodista en 1893. Des de 1898 va ser columnista del Yorozu Chōhō (Notícies del matí), un dels diaris més radicals de l'època, no obstant això, va renunciar a aquesta posició quan el periòdic va canviar la seva postura posant-se a favor de la guerra russo-japonesa. El mes següent va fundar Heimin Shimbun (Diari de la gent del carrer) amb altre periodista del Yorozu Chōhō, Toshihiko Sakai. Aquest diari està obertament contra la guerra i la seva postura de menyspreu a les lleis de premsa de l'estat els va crear problemes amb el govern en nombroses ocasions, i ell mateix Kotoku va complir cinc mesos de presó de febrer a juliol de 1905.

### La influència anarquista estatunidenca
El 1901, quan Kotoku va intentar fundar el Partit Socialdemòcrata Japonès amb Sakai, no era anarquista, sinó un socialdemòcrata,de fet, Sakai i Kotoku van ser els primers a traduir "El Manifest Comunista" al japonès, que va aparèixer en un article del Heimin Shimbun i pel qual van ser fortament multats. El seu pensament polític es va transformar en filosofia llibertiaria quan va llegir "Camps, fàbriques i tallers" de Piotp Kropotkin en la presó. En les seves pròpies paraules, "havia anat (a la presó) com un socialista marxista i vaig tornar com un anarquista radical".

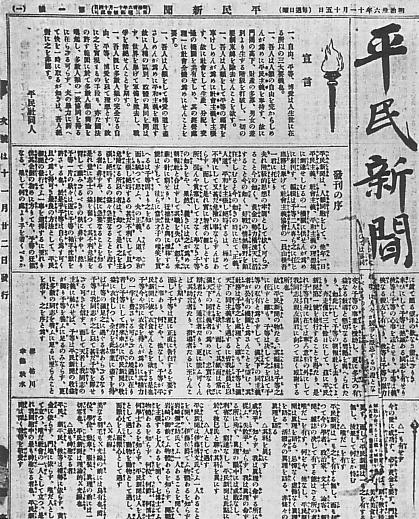
Exemplar del Heimin Shimbun (13 de novembre de 1904).

El novembre de 1905 Kotoku va viatjar als Estats Units amb la finalitat de criticar lliurement a l'Emperador del Japó, a qui veia com l'eix del capitalisme. Durant la seva estada en els EUA, es va anar introduint en les filosofies de comunisme llibertari i el sindicalisme europeu.
Va prendre les "Memòries d'un Revolucionari" de Piotp Kropotkin com material de lectura per al viatge pel pacífic, quan va arribar A Califòrnia, va començar a escriure's amb l'anarquista rus i el 1909 va traduir "La Conquesta del Pa" (Pan no Ryakushu) de l'anglès al japonès. Mil còpies de la seva traducció es van publicar al Japó al març d'aquest any i es distribuïx entre estudiants i treballadors.

### Retorn al Japó
El 28 de juny de 1906 torna Al Japó i es va celebrar un míting per a donar-li la benvinguda. En el va parlar sobre "La Marea del Moviment Revolucionari en el Món", de la qual va dir que fluïa contra la política parlamentària (és a dir, la política marxista de partits) i en favor de la vaga general com "la clau per al futur la revolució". Aquesta va ser una visió anarcosindicalista, i un desig, ja que l'anarcosindicalisme estava creixent en els EUA en aquest moment, amb la fundació de la Industrial Workers of the World. En aquest míting va posar de manifest clarament la influència americana.
Li van seguir a aquest discurs una sèrie d'articles, el més conegut dels quals va ser "El canvi en el meu pensament (en el sufragi universal)". En aquests articles, Kotoku ara defensa l'acció directa en lloc dels objectius polítics, com ara el sufragi universal, això va suposar un xoc per a molts dels seus companys i va provocar un cisma entre anarquistes, comunistes i social demòcrates japonesos del moviment obrer. Aquesta separació es va fer més evident quan és reeditat Heimin Shimbun a l'abril de 1907 i és substituït dos mesos més tard per dues revistes: la social demòcrata "Social News" i l' Ōsaka heimin shimbun (大阪平民新聞 Diari de la gent del carrer d'Osaka), des d'una posició anarquista, i en favor de l'acció directa.
Encara que la majoria d'anarquistes preferien mitjans pacífics, com la difusió de propaganda, molts altres en aquest període empren accions violentes com mitjà per a assolir la revolució i el comunisme llibertari, o almenys copejar a l'estat i l'autoritat. La repressió de publicacions i organitzacions, com el Partit Socialista del Japó, i "La Llei Policial de Pau Pública", que va prohibir les organitzacions sindicals i les vagues, són dos exemples de la nova tendència al Japó. No obstant això, l'únic incident greu va ser quan quatre anarquistes van ser detinguts per possessió de material per a fer bombes. Encara que els atacs no s'havien portat a terme, el 18 de gener de 1911 vint-i-sis anarquistes van ser declarats culpables de complot per a assassinar l'emperador Meiji, encara que només a quatre dels detinguts se'ls va comprovar que estaven involucrats en un projecte d'atemptat contra la vida del monarca. Kotoku, tot i que en sabia alguna cosa, s'havia distanciat dels possibles autors; tot i així va ser penjat juntament amb altres deu companys el 24 de gener de 1911 (la seva companya sentimental Kanno Sugako, va ser executada l'endemà perquè es va fer de nit, no per raons d'humanitat). Aquest episodi va ser conegut com l'Incident d'Alta Traïció. (大逆事件 Taigyaku Jiken)
El seu últim treball fou Kirisuto Massatsuron (基督抹殺論, A l'obliteració de Crist). En aquest llibre va afirmar que Jesús era una figura mítica i irreal.